# 3. Liga (Zwitserland)
De 3. Liga is de zevende hoogste Zwitserse competitie in het herenvoetbal en de vijfde hoogste in het damesvoetbal. 

## Opdeling
De regionale verenigingen zijn verantwoordelijk voor de exploitatie ervan. Er zijn in totaal 42 groepen met in totaal 516 teams in Zwitserland (vanaf 2009/10).
De beste promoveren naar de 2. Liga, terwijl de zwakste naar de 4. Liga degraderen.

## Regionale bonden
| Regionale Bond                                                   | Afkorting | Opdeling               | Totaal clubs |
| ---------------------------------------------------------------- | --------- | ---------------------- | ------------ |
| Aargauischer Fussballverband                                     | AFV       | 2 groepen (2x14 clubs) | 28           |
| Fussballverband Bern/Jura                                        | FVBJ      | 8 groepen (8x12 clubs) | 96           |
| Innerschweizerischer Fussballverband                             | IFV       | 3 groepen (3x12 clubs) | 36           |
| Fussballverband Nordwestschweiz                                  | FVNWS     | 2 groepen (2x14 clubs) | 28           |
| Ostschweizer Fussballverband                                     | OFV       | 4 groepen (4x12 clubs) | 48           |
| Solothurner Fussballverband                                      | SFV       | 2 groepen (2x12 clubs) | 24           |
| Fussballverband Region Zürich                                    | FVRZ      | 6 groepen (6x12 clubs) | 72           |
| Federazione ticinese di calcio                                   | FTC       | 2 groepen (2x14 clubs) | 28           |
| Association fribourgeoise de football Freiburger Fussballverband | AFF-FFV   | 3 groepen (3x12 clubs) | 36           |
| Association cantonale genevoise de football                      | ACGF      | 2 groepen (2x12 clubs) | 24           |
| Association neuchâteloise de football                            | ANF       | 2 groepen (2x12 clubs) | 24           |
| Association cantonale vaudoise de football                       | ACVF      | 4 groepen (4x12 clubs) | 48           |
| Association valaisanne de football                               | AVF       | 2 groepen (2x12 clubs) | 24           |